# Vince Alascia
Vince Alascia, né Vincent Alascia le 14 janvier 1914 et mort le 3 septembre 1998, était un dessinateur de comics ayant principalement travaillé pour Charlton Comics.

## Biographie
Vince Alascia naît le 14 janvier 1914. Dans les années 1940, il travaille pour Timely Comics où il crée le personnage de American Avenger en 1942. Après le départ de Jack Kirby et Joe Simon, il est l'un des dessinateurs de Captain America. Jusqu'en 1948, il reste chez Timely puis part pour Avon Publications. Il est ensuite engagé par Charlton où il reste de 1953 à 1976. Durant ces années il dessine et surtout encre de nombreuses séries dans tous les genres (western, romance, guerre, etc.). Il meurt le 3 septembre 1998.